# Haakon Eiriksson
Haakon Eiriksson (ur. ok. 998, zm. 1029 lub 1030) – jarl Lade i earl Worcester, syn earla Northumbrii Eryka z Lade oraz najprawdopodobniej Gydy, córki władcy Danii Swena Widłobrodego.

## Życiorys
Po przejęciu władzy w Norwegii przez Olafa II Haraldssona Haakon wyjechał na dwór króla Anglii Kanuta Wielkiego. W 1017 otrzymał on z rąk władcy tytuł earla Worcester. Na przełomie lat 20. i 30. XI wieku Haakon Eiriksson stał się drugim po Godwinie z Kentu najbliższym współpracownikiem królewskim. 
W 1028 brał udział w wyprawie króla Kanuta na władcę Norwegii Olafa. Po podporządkowaniu tych terenów przez Kanuta, Haakon objął tam rządy w jego imieniu. W 1029 poślubił on siostrzenicę królewską Gunhildę, córkę księcia słowiańskiego Wyrtgeorna i Świętosławy. W 1029 lub 1030 płynąc do Anglii po swoją małżonkę, Haakon utonął w pobliżu Orkadów. Z małżeństwa z Gunhildą pozostawił córkę Botyldę, żonę jarla duńskiego Ulfa.